# Христо Иванов (художник)
Вижте пояснителната страница за други личности с името Христо Иванов.
Христо Николов Иванов е български художник, работещ в областите керамика - сграфито, плакат, дизайн, приложна графика, фотография.

## Биография
Христо Иванов е роден на 13 март 1930 година в село Драгана, Ловешко, в земеделско семейство. До Деветосептемврийския преврат в 1944 година не членува в никакви политически партии и организации. След преврата една година е учител в село Долна кула, Крумовградско. Там научава много добре турски език говоримо.
До 1949 година работи като художник в „Кинефикация и търговия“ в Хасково. Там се запознава с бъдещата си съпруга, която по това време работи като медицинска сестра във Военна болница – Хасково.
Завършва Висшия институт по изобразителни изкуства „Николай Павлович“ в София през 1966 година.
От 1966 година до пенсионирането си работи като преподавател във Великотърновския университет „Кирил и Методий“, главен асистент по приложна графика.
Член е на Българската комунистическа партия от 1964 година и дългогодишен партиен секретар във Факултета по изобразително изкуство на Великотърновския университет.
Носител е на орден „Кирил и Методий“ и много други награди.
Участва в множество изложби в България, Полша, Германия, Русия (СССР). Организира няколко самостоятелни изложби плакат, дизайн, приложна графика и керамика.
Претворява българската азбука в керамичните си творби. Такава е темата и на последната му самостоятелна изложба.
Умира на 25 май 2003 година във Велико Търново след кратко боледуване от масиран мозъчен кръвоизлив.